# Aleksandr Zakhartjenko
Aleksandr Vladimirovitj Sakhartjenko (russisk: Александр Владимирович Захарченко ukrainsk: Олександр Володимирович Захарченко tr. Oleksandr Volodomirovitj Zakhartjenko; født 26. juni 1976 i Donetsk, Sovjetunionen død 31. august 2018 samme sted) var en pro-russisk ukrainsk oprørsleder. Fra 2014 til sin død var han præsident og premierminister i Folkerepublikken Donetsk, en selverklæret statsdannelse i det østlige Ukraine.
Sakhartjenko blev dræbt ved et bombeangreb i en café i Donetsk. 